# Кристин Бауър ван Стратън
Кристин Бауър ван Стратън (на английски: Kristin Bauer van Straten; родена на 26 ноември 1966 г.) е американска актриса. Известна е най-вече с ролята си на Памела Суинфор дьо Бофор в сериала „Истинска кръв“. Участва също в сериалите „Сайнфелд“ и „Имало едно време“.